# De schakende schim
De schakende schim is een stripverhaal uit de reeks van Suske en Wiske. Het is geschreven door Peter Van Gucht en getekend door Wout Schoonis. Het kwam uit als 375ste album in de Vierkleurenreeks op 2 oktober 2024.

## Personages
- Suske, Wiske, Schanulleke, Lambik, tante Sidonia, Dirk, voorzitter schaaktoernooi, publiek, Bettie Blunder, Mireille Le Blanc, mijnheer Varanoski, Arnold

## Locaties
- Huis van tante Sidonia, garage, park

## Verhaal

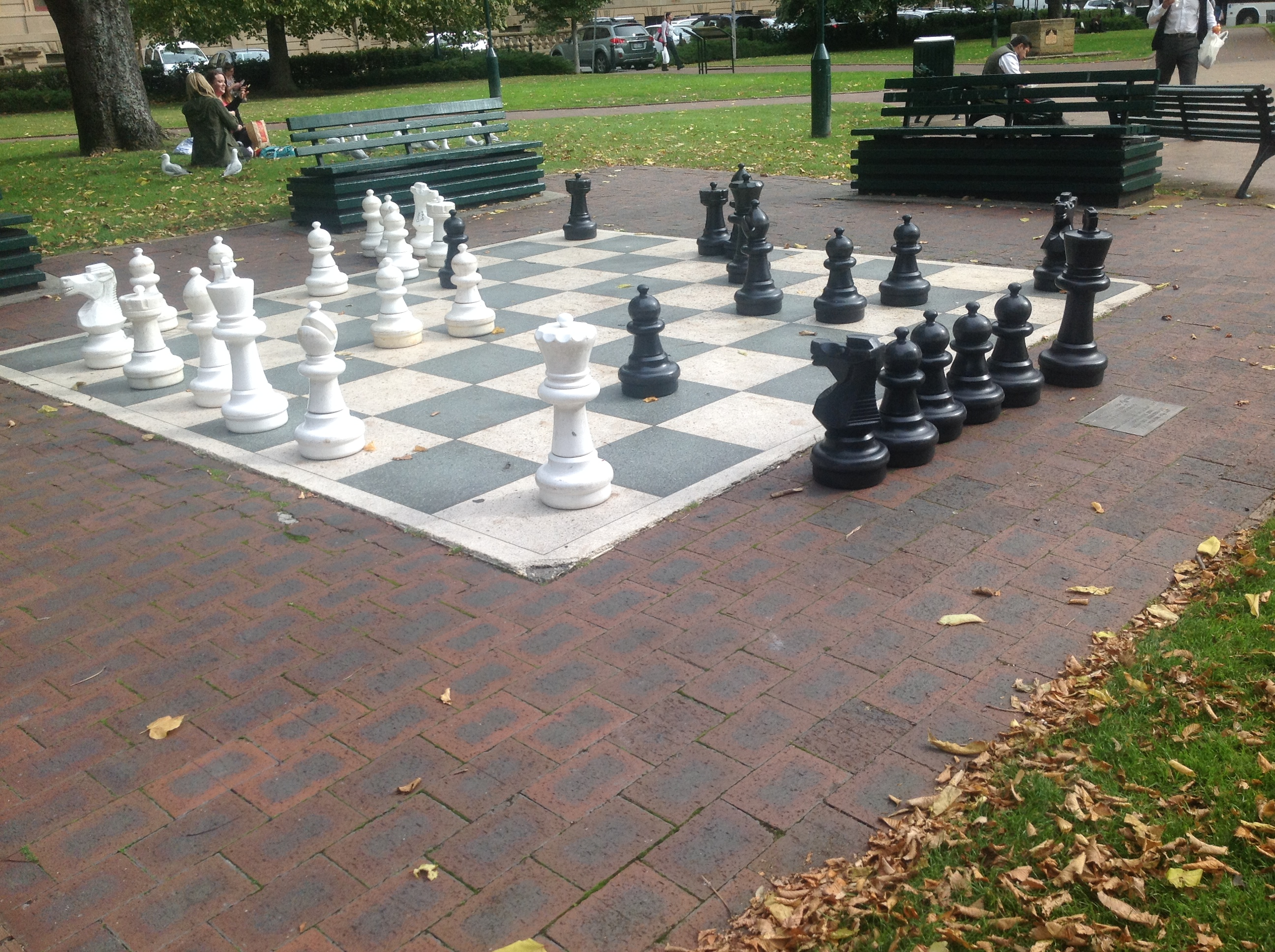
Schaakstukken in een park

Lambik heeft een ongeluk gehad met de bedrijfsauto van zijn nieuwe bedrijf 'Lambik waterkracht specialist'. Hij heeft geld nodig, maar tante Sidonia kan hem niets lenen vanwege de crisis. Jerom heeft ook geld nodig en is voor professor Barabas aan het werk. Wiske biedt aan om Lambik geld te lenen als ze het schaaktoernooi in het park wint. Ze offert een armbandje bij Mireille Le Blanc om te winnen en deze dame komt daarna als medium te hulp tijdens een oefenwedstrijd. Wiske wint en Mireille wil een nieuw offer voor de echte wedstrijd. Wiske geeft haar strikje en een halsband die ze ooit kreeg van Tobias. Wiske wint met hulp van Mireille de eerste wedstrijd van het schaaktoernooi.
Suske vertrouwt het gedrag van Wiske niet en volgt haar. Hij ziet hoe ze de bokshandschoen van haar broer Rikki offert. Mireille vlucht als ze Suske ziet en hij ontmoet dan de parkwachter. Deze man vertelt dat Mireille een spook is en ze wil wraak; ze wil schaakspelers miserabel maken. In de bibliotheek ontdekt Suske dat het lichaam van Mireille Le Blanc inderdaad 50 jaar geleden in het park is gevonden. Een bekende van Bettie Blunder bezoekt het huis van Wiske en hij ontvoert tante Sidonia. Hij wil alles doen om te voorkomen dat Wiske aan het toernooi meedoet. Lambik ziet de auto nog wegrijden en vindt een briefje waar een adres op staat. Hij probeert tante Sidonia te bevrijden, maar wordt overmeesterd in de garage waar ze gevangen zit.
Wiske wint de wedstrijd en ze moet opnieuw een offer brengen aan Mireille. Met tegenzin geeft ze Schanulleke. Suske zoekt Mireille en gooit een munt van Amoras in de vuilnisbak, waarna hij bij Mireille terechtkomt. Ze vertelt dat ze is vermoord omdat ze mocht spelen tegen Arnold Tureluur en won. Arnold kwam dreigend op haar af, waarna ze ging rennen. Ze viel tegen een afvalbak en overleed. Ze wilde wraak, maar Arnold verdween. Hierna besloot ze zich tegen iedereen die niet tegen het verlies kan te wreken. Ze vroeg offers en hielp, maar de mensen voelen zich ellendig als er niets meer te offeren is. Ze beseffen nu wat ze hebben gedaan.
Suske ziet Schanulleke en probeert met het popje te ontsnappen, maar dit is onmogelijk. Hij wordt wel zelf naar het park toegelaten, omdat hij een muntje heeft geofferd. Inmiddels zijn tante Sidonia en Lambik ontsnapt en ze volgen hun ontvoerder. Hij rijdt tegen een boom en ze vinden een foto van Bettie Blunder, waarna de man naar het ziekenhuis wordt gebracht. Tijdens de wedstrijd hoort Bettie dat haar opa gewond is geraakt. Ze bekent dat ze straatarm is en wordt opgevoed door haar opa nadat haar ouders zijn overleden. Ze hebben het geld dat als prijs voor het schaaktoernooi wordt uitgereikt hard nodig, maar ze biedt Wiske haar excuses aan. Wiske aanvaardt de excuses, waarna Mireille verdwijnt en  er ook aan Wiskes haat een einde komt.
Wiske beseft dat ze Schanulleke heeft weggegeven en rent naar de prullenbak. Mireille weigert het popje terug te geven en Wiske draait daardoor door, dit wordt gezien door Bettie. Ze haast zich naar haar opa en ze wil met hem vluchten. Het blijkt dat hij achter de dood van Mireille zat, zo'n 50 jaar geleden. Suske komt ook bij het ziekenhuis en wil dat de opa van Bettie excuses aanbiedt aan Mireille. Hij denkt dat de haat zal wegvloeien, net zoals gebeurde toen Bettie excuses maakte aan Wiske. Nadat de opa van Bettie zijn lidmaatschapskaart van de schaakclub in de vuilnisbak gooit, verschijnt Mireille. Na het horen van de excuses, vergeeft ze de man. 
Alle offers komen uit de prullenbak en Suske haast zich met Schanulleke naar Wiske. Lambik heeft een oude bestelwagen meegenomen uit de plek waar hij gevangen zat met Sidonia, hij heeft het geld van het schaaktoernooi niet meer nodig.